# Anna Jenke
Anna Paulina Maria Jenke (ur. 3 kwietnia 1921 w Błażowej, zm. 15 lutego 1976 w Jarosławiu) – Służebnica Boża, polska harcerka, pedagog, pisarka, magister filologii, działaczka społeczna.

## Życiorys

### Młodość i lata wojny
Chrzest przyjęła 15 maja 1921 w kościele parafialnym w Błażowej. Tam w 1927 rozpoczynała edukację w szkole powszechnej. W wieku 7 lat zamieszkała z rodzicami w Jarosławiu. Tamże 7 czerwca 1930 przyjęła I komunię świętą, a 24 kwietnia 1934 sakrament bierzmowania. W tym mieście uczęszczała do czteroletniej szkoły im. Bł. Kingi, od 1932 do Prywatnego Gimnazjum Żeńskiego im. Juliusza Słowackiego, następnie od 1933 do Gimnazjum i od 1937 do dwuletniego Liceum Ogólnokształcącego Sióstr Niepokalanek, które ukończyła w 1939. W międzyczasie rozpoczęła działalność harcerską. Od 1 września 1939, czyli pierwszych dni II wojny światowej, Anna angażowała się w akcje: przygotowując z harcerkami zapasy żywnościowe, kompletując apteczki, pracując w Pogotowiu Ratunkowym, w szpitalu, wysyłając paczki jeńcom, organizując dla biednych i opuszczonych dzieci "kromkę chleba", działając w RGO (Rada Główna Opiekuńcza) na rzecz ludzi poszkodowanych i biednych. Urządzała zbiórki dla powstańców Warszawy, odwiedzała chorych i biednych w domach prywatnych. 15 listopada 1940 zatrudniona została w drukarni w charakterze praktykantki biurowej i zaangażowała się w działalność konspiracyjną – "trzymała rękę na pulsie życia miasta Jarosławia". Od stycznia 1942 do lipca 1944 brała udział w tajnym nauczaniu, w charakterze nauczycielki Gimnazjum i Liceum Ogólnokształcącego w Jarosławiu, wraz z ks. Stanisławem Szpetnarem, który był jej spowiednikiem.

### Działalność po wojnie
Po wojnie, nadal była w konspiracji i pomagała rannym. Przywożono ich do Jarosławia, np. po bitwie w Kuryłówce. W tych dniach działań partyzantów AK, (np. 20 maja 1945), porównuje w Dzienniczku, siebie do pracujących w szpitalu, w czasie Powstania Warszawskiego, którzy też dokonywali cudów. Potem dodaje: Jakże jestem mała. I dziękuję Bogu za spowiednika (ks. Stanisława Szpetnara).
W latach 1945–1950 studiowała na Wydziale Nauk Humanistycznych Uniwersytetu Jagiellońskiego, uzyskując tytuł magistra z filologii polskiej (temat jej pracy: Dziecko ulicy w polskiej literaturze 20-lecia międzywojennego). Po studiach pracowała jako polonistka i wychowawczyni w szkołach średnich w Jarosławiu. 31 sierpnia 1956 została zwolniona z pracy w Liceum dla Wychowawczyń Przedszkoli w Jarosławiu i została przyjęta na stanowisko kierownika w Bibliotece Miejskiej w Jarosławiu. W okresie od 11 października 1956 do 31 sierpnia 1958 zatrudniona była w Bibliotece Miejskiej. 16 kwietnia 1957 Komisja Rehabilitacyjna w Rzeszowie dała pozytywną odpowiedź na jej prośby, by mogła powrócić do pracy w szkolnictwie. 1 września 1958 zatrudniona została w charakterze nauczycielki w Państwowym Liceum Sztuk Plastycznych w Jarosławiu. W 1959 powierzono jej obowiązki dyrektora szkoły Liceum Sztuk Plastycznych i to początkowo z czasowym ograniczeniem. Złożyła rezygnację z tej funkcji w 1962 z powodu choroby.
6 października 1972 uchwałą Rady Państwa została odznaczona Złotym Krzyżem Zasługi. 14 października 1972 decyzją Kuratorium Okręgu Szkolnego w Rzeszowie otrzymała tytuł profesora szkoły średniej.
Anna Jenke zmarła w Jarosławiu 15 lutego 1976 na chorobę nowotworową (czerniak skóry). Jej pogrzeb 18 lutego 1976 stał się wielką manifestacją. Została pochowana w grobowcu rodzinnym na Starym Cmentarzu w Jarosławiu. Miała brata.

### Osiągnięcia
- Dziś, jak głoszą biskupi: Anna Jenke za swoje osiągnięcia, jako obrończyni wiary i ojczyzny, a zwłaszcza najbiedniejszych, nie może być wykreślana z ludzkiej pamięci.
- Anna Jenke jest autorką "Dzienniczków i rozważań", które ukazały się drukiem. O niej ukazało się wiele książek, m.in. s. dr. Bernadety Lipian.
- Do osiągnięć Anny Jenke należy: bohaterskie niesienie pomocy jeńcom i więźniom z narażeniem życia i to w czasach okupacji[potrzebny przypis]. Po wojnie, mimo trudnych czasów dla Kościoła, miała w czasie swojej pracy wychowawczej wśród uczniów 25 powołań kapłańskich. Jej program wychowawczy "Słoneczna skała" stał się podstawą do nazwania kursów i warsztatów dla nauczycieli organizowanych przez Kuratoria Oświaty[potrzebny przypis].

## Inne informacje
- 26 marca 1993 Kuria Metropolitarna w Przemyślu, staraniem arcybiskupa Ignacego Tokarczuka, rozpoczęła proces beatyfikacyjny Anny Jenke na szczeblu diecezjalnym. Proces trwa.
- W dniach 10-11 kwietnia 1997 dokonano ekshumacji doczesnych szczątków Anny Jenke, które z cmentarza przeniesiono do krypty, znajdującej się w kościele św. Mikołaja w Jarosławiu – w Ośrodku Kultury i Formacji Chrześcijańskiej im. Służebnicy Bożej Anny Jenke.

## Upamiętnienie

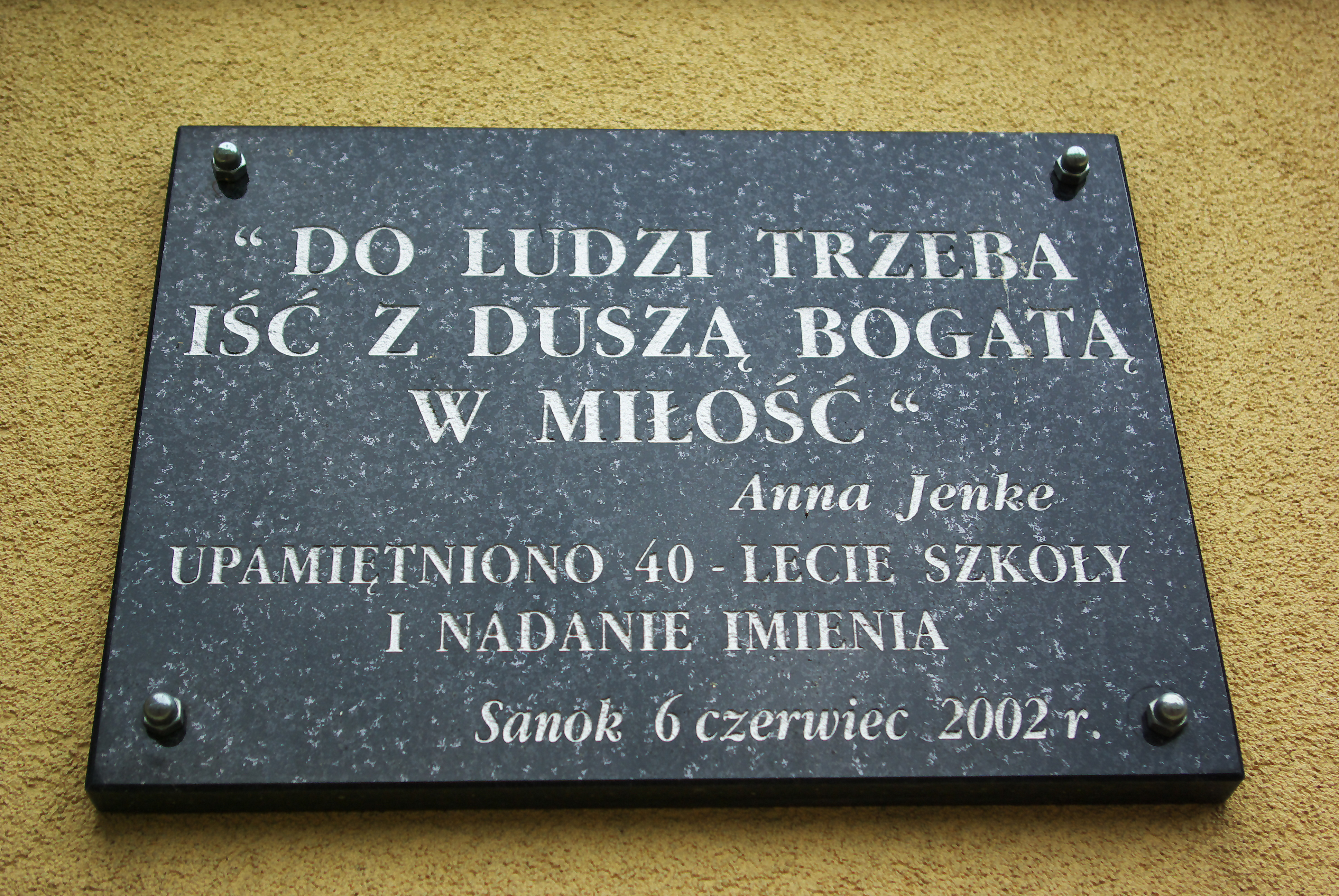
Tablica pamiątkowa na gmachu Medycznej Szkoły Policealnej im. Anny Jenke w Sanoku

- W Jarosławiu w Opactwie Sióstr Benedyktynek znajduje się pomnik Anny Jenke. Inskrypcja na postumencie głosi: Anna Jenke (1921-1976) Wspaniała nauczycielka i wychowawczyni młodzieży. Miłująca Boga, ludzi i ojczyznę[6]. Na terenie klasztoru funkcjonuje Ośrodek Kultury i Formacji Chrześcijańskiej im. Anny Jenke[7].
- 3 czerwca 2002 w 40-lecie szkoły medycznej przy ul. Stanisława Konarskiego w Sanoku (przy sanockim szpitalu) przemianowano nazwę na Medyczną Szkoły Policealnej im. Anny Jenke[8][9]. Na budynku znajduje się tablica pamiątkowa ustanowiona w 2002 z okazji jubileuszu i nadania szkole imienia patronki. Inskrypcja brzmi: „Do ludzi trzeba iść z duszą bogatą w miłość” Anna Jenke. Upamiętniono 40-lecie szkoły i nadanie imienia. Sanok 6 czerwiec 2002 r.
- Imię patronki przyjęły szkoły: Gimnazjum w Adamówce, Gimnazjum w Błażowej, Szkoła Podstawowa w Przysiekach, Szkoła Podstawowa w Mrowinach oraz w 1999 Szkoła Podstawowa w Rogóżnie, przy której w 2005 odsłonięto Pomnik Patronki Szkoły Służebnicy Bożej Anny Jenke[10].